# Miedzna (gromada)
Miedzna – dawna gromada, czyli najmniejsza jednostka podziału terytorialnego Polskiej Rzeczypospolitej Ludowej w latach 1954–1972.
Gromady, z gromadzkimi radami narodowymi (GRN) jako organami władzy najniższego stopnia na wsi, funkcjonowały od reformy reorganizującej administrację wiejską przeprowadzonej jesienią 1954 do momentu ich zniesienia z dniem 1 stycznia 1973, tym samym wypierając organizację gminną w latach 1954–1972.
Gromadę Miedzna z siedzibą GRN w Miedznej utworzono – jako jedną z 8759 gromad – w powiecie węgrowskim w woj. warszawskim, na mocy uchwały nr VI/10/22/54 WRN w Warszawie z dnia 5 października 1954. W skład jednostki weszły obszary dotychczasowych gromad Miedzna, Orzeszówka, Żeleźniki (z wyłączeniem kolonii Żeleźniki) i Wola Orzeszowska ze zniesionej gminy Miedzna w powiecie węgrowskim oraz obszar dotychczasowej gromady Wrzoski ze zniesionej gminy Chruszczewka w powiecie sokołowskim (woj. warszawskie). Dla gromady ustalono 27 członków gromadzkiej rady narodowej.
31 grudnia 1959 do gromady Miedzna przyłączono obszar zniesionej gromady Poszewka (bez kolonii Grudzie) w tymże powiecie.
Gromada przetrwała do końca 1972 roku, czyli do kolejnej reformy gminnej. 1 stycznia 1973 w powiecie węgrowskim reaktywowano gminę Miedzna.